# Blood In, Blood Out
Blood In, Blood Out – dziesiąty album studyjny amerykańskiego zespołu muzycznego Exodus. Wydawnictwo ukazało się 7 października 2014 roku nakładem wytwórni muzycznej Nuclear Blast. Album dotarł do 38. miejsca listy Billboard 200 w Stanach Zjednoczoncyh sprzedając się w nakładzie 8,8 tys. egzemplarzy w przeciągu tygodnia od dnia premiery. Nagrania były promowane teledyskiem do utworu tytułowego.

## Lista utworów
Opracowano na podstawie materiału źródłowego.
| Nr  | Tytuł utworu                               | Długość |
| --- | ------------------------------------------ | ------- |
| 1.  | „Black 13” (gościnnie: Dan the Automator)  | 06:21   |
| 2.  | „Blood In Blood Out”                       | 03:42   |
| 3.  | „Collateral Damage”                        | 05:28   |
| 4.  | „Salt the Wound” (gościnnie: Kirk Hammett) | 04:25   |
| 5.  | „Body Harvest”                             | 06:28   |
| 6.  | „BTK” (gościnnie: Chuck Billy)             | 06:56   |
| 7.  | „Wrapped in the Arms of Rage”              | 04:30   |
| 8.  | „My Last Nerve”                            | 06:11   |
| 9.  | „Numb”                                     | 06:14   |
| 10. | „Honor Killings”                           | 05:43   |
| 11. | „Food for the Worms”                       | 06:23   |
|     |                                            | 1:02:21 |

## Listy sprzedaży
| Lista                | Kraj              | Pozycja |
| -------------------- | ----------------- | ------- |
| Ö3 Austria Top 40    | Austria           | 38      |
| Billboard 200        | Stany Zjednoczone | 38      |
| Media Control Charts | Niemcy            | 29      |
| Schweizer Hitparade  | Szwajcaria        | 30      |